# Luptele din trecătorile Bratocea și Buzău (1916)
Luptele din trecătorile Bratocea și Buzău a fost o acțiune militară de nivel tactic, desfășurată pe Frontul Român, în timpul campaniei din anul 1916 a participării României la Primul Război Mondial. Ea s-a desfășurat în perioada 22 septembrie/5 octombrie - 15/28 octombrie 1916 și a avut ca rezultat stoparea înaintării forțelor Puterilor Centrale, în ea fiind angajate forțe române din Divizia 3 Infanterie și Divizia 6 Infanterie și forțe ale Puterilor Centrale din Divizia 89 Infanterie germană. A făcut parte din acțiunile militare care au avut loc în bătălia de pe Valea Prahovei.:p. 420

## Comandanți

### Comandanți români
- General Marin Niculescu
- General Nicolae Arghirescu

### Comandanți ai Puterilor Centrale
- General Hans von Below